# Никанор Пара
Никанор Сегундо Пара Сандовал (шп. Nicanor Segundo Parra Sandoval; Сан Фабијан де Алико, Регион Биобио, 5. септембар 1914— Сантијаго де Чиле, 23. јануар 2018), познатији као Никанор Пара, један је од најзначајнијих чилеанских и латиноамеричких песника чије дело је оставило дубок траг у хиспаноамеричкој књижевности. Творац је антипоезије, врсте поезије која се супротставља традиционалним техникама и стиловима. За многе познате критичаре и писце, као што су Харолд Блум, Најал Бинс или Роберто Болањо, Пара је један од најбољих песника у историји Чилеа.
Противник „салонске поезије”, песник ироније и апсурда, Никанор Пара својим колоквијалним стилом, слободним стихом и естетиком поп-арта преиспитује и демистификује традиционалне цивилизацијске вредности: културу, религију, политику и поезију у традиционалном кључу. Његова књига Песме и антипесме (1954) сматра се једном од најутицајнијих збирки хиспаноамеричке поезије 20. века.
Најстарији члан породице Пара — расадника чувених чилеанских уметника и музичара — добио је, између осталих, Националну награду за књижевност 1969. и Награду „Мигел де Сервантес“ 2011. године. Његове песме су превођене на бројне језике, укључујући енглески, француски, шведски, руски, чешки, фински, португалски, немачки, српски.
Има шесторо деце, од којих се троје бави уметношћу. Каталина је визуелни уметник, а Коломбина и Хуан де Диос (познат у уметничким круговима као Барако Пара) су музичари.

## Биографија

### Детињство и адолесценција
Син Никанора Паре, наставника у основној школи и музичара, и Росе Кларе Сандовал Наварете, кројачице и модискиње сеоског порекла која је волела да пева народне песме, будући песник је рођен 5. септембра 1914. године у месту Сан Фабијан де Алико, око 400 km јужно од чилеанске престонице, у скромној породици која га је од малих ногу усмеравала ка народној уметности. Због сталних селидби изазваних честим отпуштањима за време диктатуре генерала Карлоса Ибањеза дел Кампа и боемским и луталачким карактером његовог оца, млади Никанор је био принуђен да живи у разним местима као што су Сантијаго де Чиле, Лаутар, Анкуда и пре свих Чиљан, где се са дванаест година настанио у четврти Виља Алегре.
Никанор је једини од браће и сестара наставио да се образује након основне школе, мада је утицај његове мајке, која се напајала народном културом, био пресудан у његовом развоју. Године 1927, усписао се у Гимназију „Чиљанци“, коју је похађао до пете године (према старом чилеанском образовном систему). Ту је читао модернистичке и чилеанске песнике (као што је Мануел Магаљанес Мур) и почео да пише прве стихове, следећи сентиментални и реторички барокизам поменутих аутора.
Побегао је од куће 1932. године и отишао да живи у Сантијаго де Чилеу, где је захваљујући стипендији Савеза за сиромашне ученике похађао последњу годину средње школе у Државном интернату „Барос Арана“. Тамо је упознао Хорхеа Миљаса, Луиса Ојарзуна и Карлоса Педразу, са којима је делио склоност ка уметности.

### Студије и прва збирка поезије
Године 1933, уписао се на Педагошки институт при Чилеанском универзитету, где је студирао математику и физику. Како би финансирао студије, радио је заједно са Миљасом и Педразом као надзорник у Државном интернату „Барос Арана“. Године 1935, тројица пријатеља основали су часопис Нова ревија, који се делио међу надзорницима, професорима и ученицима интерната. У њему је Пара објавио своју прву причу под називом Мачак на путу (шп. Gato en camino), дрзак текст у слободном стиху који га је стајао укора директора интерната. У том периоду почиње да се напаја делима савремених чилеанских и шпанских песника, француских надреалиста и других уметника који су припадали европској авангарди као што је дадаизам.
Дипломирао је на Педагошком институту 1937. године и вратио се у Чиљан како би предавао математику и физику у матичној Гимназији „Чиљанци”. Те године објавио је своју прву збирку песама под називом Безимена песмарица, још увек почетничко, али откривајуће дело које му је донело похвале од Габријеле Мистрал и Општинску награду Сантијага (1938). Наредних година наставио је да ради као професор и да истражује нове песничке форме, а појављивале су се и антологије са неким од његових песама.
Године 1940, оженио се са Аном Тронкосо, са којом ће имати троје деце: Каталину, Франсиску и Алберта. Касније ће са Роситом Муњос имати сина Рикарда Никанора, а са Нури Туком још двоје деце: Коломбину и Хуана де Диоса. Захваљујући стипендији коју му је доделио Институт за међународно образовање, 1943. године отпутовао је у САД на постдипломске студије напредне механике на Универзитету Браун.

### Академска каријера и уметничка консолидација
Вратио се из Сједињених држава између 1945. и 1946. године и постао титуларни професор рационалне механике на Чилеанском универзитету. Недуго затим, 1948. године, именован је за управника Инжењерске школе при истом универзитету, положај који ће заузимати наредних двадесет година.
Године 1949, захваљујући стипендији Британског савета, отишао је у Оксфорд на студије космологије, али уместо да се фокусира на математику, време је проводио пишући поезију. Боравак у Енглеској се продужио до 1952, и у том периоду је имао прилике да чита класичне европске писце и да се удуби у психоанализу.
Са пута у Енглеску вратио се ожењен са Швеђанком Ингом Палмен. Након повратка у Чиле 1952. године, удружио се са песником Енрикеом Лином и уметником Алехандром Ходоровским како би организовао изложбу „костоломаца” (шп. quebrantahuesos), зидних песама направљених од исечака из новина у техници колажа. Од те године, па све до пензионисања 1991. године, предавао је теоријску физику на Чилеанском универзитету.
Доживљаји у иностранству, у развијенијим и културно другачијим земљама од Чилеа, били су од кључне важности за настанак његове друге збирке поезије под називом Песме и антипесме (1954). У њој је аутор наступио са новим концептом антипоезије који се супротстављао традиционалној поезији, владајућој у његовој земљи и предвођеној песницима као што су Пабло Неруда, Висенте Ујдобро и Пабло де Рока, и који је начинио радикалан рез у чилеанској и хиспаноамеричкој поезији. Антипесме из ове збирке баве се свакодневним проблемима гротескно-апсурдног света и одликују се наративним приступом, који се често фокусира на антихероја, и колоквијалним језиком у којем се истичу хумор и иронија. Оваквим начином стварања поезије, доступније ширем кругу читалаца, Пара ће започети књижевну активност која ће му донети националну и светску славу.
| „ | Не кажем да било шта окончате Не гајим лажне наде у вези са тим Ја сам хтео да наставим да пишем песме Али понестало је инспирације. Поезија се лепо понела Ја сам се понео страшно лоше. | ” |

### Плодна књижевно-уметничка делатност
Средином 50-их година Никанор Пара је започео серију путовања у иностранство: посетио је, између осталих, САД, СССР, Кину, Перу, Панаму и Мексико, где је држао академска предавања и посећивао књижевне радионице и догађаје.
Године 1958, објавио је Дугу куеку, дело у којем је вешто пародирао чилеанске народне песме и експериментисао са локалним говором и хумором нижих друштвених класа у Чилеу.
Позван на Светски конгрес мира у Пекингу 1959. године, најпре је одлетео за Стокхолм, јер су у доба Хладног рата западне безбедносне службе контролисале путовања у социјалистичке државе. Посетио је Артура Лундквиста, тадашњег сталног секретара Шведске академије, у чијој кући је упознао књижевницу Сун Акселсон, с којом ће започети љубавну везу и која ће касније посетити Чиле.
Почетком 60-их година почиње његова плодна књижевна делатност. У распону од преко две деценије објавио је Салонске стихове (1962), Руске песме (1967), Крупно дело (1969), Артефакте (1972), Беседе и проповеди Христоса из Елкија (1977), Нове беседе и проповеди Христоса из Елкија (1979), Досетке за дезоријентисање полиције/поезије (1983), Божићне песме (1983), Политичку поезију (1983) и Парине листове (1985). Свака од ових књига открива премисе антипоетичког модела и способност песника да га даље развија. Захваљујући овој дугогодишњој песничкој каријери Пара се позиционирао као један од главних представника чилеанске књижевности друге половине 20. века. Утицај његове естетике на националну културу донео му је Националну награду за књижевност 1969. године.
| „ | Током пола века Поезија је била Рај свечаног глупака. Све док нисам дошао ја И поставио своју вртешку. | ” |

У мају 1970. године Кућа Америка (шп. Casa de las Américas), званични орган кубанске културне политике, одлучила је да га смени са места члана жирија књижевног конкурса који се одржавао те године. Разлог је био тај што је 15. априла прихватио позив да заједно са другим књижевницима, који су као и он учествовали на конгресу писаца у Вашингтону, попије чај са супругом америчког председника Ричарда Никсона у Белој кући. Фотографија на којој прима поклон од прве даме репродукована је у чилеанским новинама. Иако је покушао да изглади ствар, тај догађај га је коштао прекида односа са Кубом и целом латиноамеричком левицом.
Крајем 60-их и почетком 70-их почео је учесталије да се бави визуелном уметношћу. Године 1972, објавио је Артефакте, колекцију разгледница на којима се појављују цртежи, фотографије и текстови. У њима је настојао да сведе језик на најједноставније форме, а да притом не уништи његов друштвени и филозофски утицај. Ово дело представља одлучујућу етапу у развоју антипоезије и успоставља везу између „костоломаца” насталих две деценије раније и „практичних радова“ (предмети пропраћени текстом) којима се бавио последњих деценија. У „практичним радовима“ (шп. trabajos prácticos) Пара користи старе и искоришћене материјале које је потрошачко друштво одбацило.
Након војног удара Августа Пиночеа 11. септембра 1973. године, Пара — који је подржавао свргнуту социјалистичку владу Салвадора Аљендеа — одлучио је да остане у Чилеу. Према сведочењу његових колега са Чилеанског универзитета, Пара им је рекао да не жели да оде јер се његова поезија храни оним што се дешава у земљи. Решио је да се »из разлога опстанка« мало удаљи од антипоезије како би се окренуо политичком екологизму путем којег је могао да критикује систем са неидеолошких и самим тим мање опасних позиција. Иако на својим часовима није говорио против владе, прорежимски лист „Ла Сегунда” је 1977. писао да његов позоришни комад Парини листови представља »најбесрамнију критику против нашег процеса, против 11. септембра и против свих оних који су врхунским напорима извукли ову земљу из канџи марксизма.«
Године 1978, упознао је Ана Марију Молинаре. Трагичан завршетак њихове љубави инспирисао га је да напише своју вероватно најпознатију песму „Измишљен човек“ (шп. El hombre imaginario). Она је била удата жена упола млађа од њега, а њихова веза је трајала два месеца. Након што га је оставила, напустила је Чиле и недуго затим извршила самоубиство. Пара је био очајан. Према његовим речима, »написао сам јој песму са пиштољем на писаћем столу. Било је или то или самоубиство.«
| „ | И у ноћима измишљеног месеца сања измишљену жену која му је пружила своју измишљену љубав поново осећа тај исти бол то исто измишљено задовољство и поново куца срце измишљеног човека. | ” |

### Признања и стогодишњица
Након повратка демократије у Чиле почетком 90-их, Пара је поново почео да добија признања. Разне институције и личности четири пута су га номиновале за Нобелову награду за књижевност: 1995, 1997, 2001. и 2012. године. Када је трећи пут номинован за награду, у Сантијаго де Чилеу одржане су различите активности као што су Изложба визуелних артефаката, предавања и разговори о антипоезији на Међународној дебати писаца и интелектуалаца у организацији Чилеанског универзитета, аудио-визуелне изложбе о његовом животу и делу у дворишту председничке палате Ла Монеда и на Тргу устава, позоришне представе засноване на његовом делу и читања поезије у његову част. Пара није прошао селекцију, али му је 2001. додељена Награда „Краљица Софија“ за ибероамеричку поезију. Будући да је био спречен да присуствује церемонији уручења због проблема са здрављем, његов син Хуан де Диос примио је награду од шпанске краљице Софије у Краљевској палати у Мадриду.
Искористивши ову серију награда и почасти као изговор, Пара је почео да пише своје „говоре после вечере“, у којима је изразио своју мисао и друштвену критику. Неки од ових текстова касније су објављени у књизи Говори после вечере (2006).
Године 2006, у Културном центру Палата Ла Монеда у Сантијаго де Чилеу, одржана је изложба Јавни радови на којој су приказани Парини „визуелни артефакти“ (песме, антипесме и инсталације). Његов контроверзни артефакт под називом „Исплата Чилеа“, који се састојао од исечака фотографија председника Чилеа са омчама око врата, изазвао је велику буру у јавности.
У септембру 2010. године, неколико дана након што је напунио 96 година, започео је штрајк глађу у знак солидарности са арауканским затвореницима који су престали да узимају храну 12. јула исте године.
У децембру 2011. године додељена му је Награда „Мигел де Сервантес“. Тако је постао трећи Чилеанац — након Хорхеа Едвардса (1999) и Гонзала Рохаса (2003) — који је добио ову престижну награду на шпанском говорном подручју. Кармен Кафарел, тадашња директорка Института Сервантес, изјавила је да »Награда Сервантес овога пута не препознаје само вредност универзалног ствараоца, него и потребу за проналажењем нових форми изражавања и истраживањем комуникативних граница људског бића.« Изговарајући се високим годинама, Пара није присуствовао свечаној додели награде, коју је примио његов унук Кристобал Угарте.
У јуну 2012. године додељена му је Ибероамеричка награда за поезију „Пабло Неруда“ »за његов допринос обогаћивању латиноамеричког песничког језика, за његов хумор, његову иронију, његов неуморни критички поглед и за изванредну разноликост његових трагања као антипесника, визуелног песника и преводиоца.« Награда се састојала од 60 хиљада долара, дипломе и медаље. Након што је примио вест о добијању награде, Пара је изјавио следеће: »Није први пут да ми додељују награду коју не заслужујем и надам се да неће бити последња (…) Жалићу се онима за које се испостави да су одговорни.« Ни овога пута Пара није присуствовао додели награде, а током церемоније његов говор је прочитао његов унук Кристобал Угарте.
Никанор Пара је 5. септембра 2014. напунио сто година. Тим поводом организован је низ манифестација посвећених његовом животу и делу, као што су изложбе његових артефаката и масовно „парафразирање“ (шп. parrafraseo) његове песме „Измишљен човек”. Дан уочи стотог рођендана, песнику је у његовом дому у Лас Крусесу лично честитала председница Чилеа Мишел Башеле.

## Стил
Поезија Никанора Паре мењала се током времена, али од самих почетака радило се о авангардном делу, жељном истраживања, омиљеном због свог сазнајног аспекта, формалних стваралачких структура и механизама. Његова поезија је упадљиво политичка и непредвидива, и у њу се поред постмодерних и аналитичких антипесама убрајају и еколошке и друге песме из усмене, народне и локалне традиције. Користећи се хумором, уличном уметношћу и народном културом, Пара је демократизовао поезију, приближивши је читаоцима различитих социокултурних нивоа.
Што се тиче употребе метрике, у својим првим делима користио је осмерац за писање креолских романси (Безимена песмарица и Дуга куека) и једанастерац за пародијске сонете („Нема заборава”, „Постоји срећан дан”, Салонски стихови), али је такође рано почео да експериментише са слободним стихом (Песме и антипесме). Такође су веома различити субјекти у његовим песмама (математичари, комичари, спикери на радију…), а исто тако и регистри у којима их је писао (епитафи, разговори, посмртни говори, хришћанске молитве, тестови, говори и многи други). Касније ће радити на визуелним песмама у својим познатим „артефактима“.
| „ | Чилеанска поезија се уједанаестерчила Ко ће је разједанаестерчити? Велики разједанаестеричар | ” |

Према мишљењу Најала Бинса, ликови у његовим песмама обично су дезоријентисани и нису у стању да разумеју ни себе ни свет који их окружује. Осим тога, они су конфузна и контрадикторна бића, али су — другачије него што је то случај у делима других песника попут Дарија, Ујдобра, Ваљеха или Неруде — уједно и жртве модерне идеолошке и епистемолошке кризе, они су код Паре потпуно незаштићени и беспомоћни и не успевају да се извуку из наведене кризе.

## Утицаји
Никанор Пара је велики љубитељ дела Вилијама Шекспира, а посебно Хамлета.
Његово прво дело, Безимена песмарица (1937), било је под снажним утицајем Циганског романсера (1928) Федерика Гарсије Лорке, посебно у погледу метричке фигуре романсе, наративног развоја песама и песничког субјекта као протагонисте, али у њему су се већ уочавали наговештаји антипоезије.
Пре него што је 1943. године отпутовао у САД, упознао је дело Волта Витмана које је, упркос томе што је писано на помпезан и нарцистички начин који је одударао од његових намера, било релевантно за Пару у погледу релаксираног тона и експериментисања са слободним стихом. Из тог читања Витмана настало је у САД његових двадесет „Реторичких вежби“. Годину дана касније, током боравка у Енглеској, између 1949. и 1952, упознао је дело Езре Паунда, Т. С. Елиота, Вилијама Блејка, Франца Кафке, психоанализу Зигмунда Фројда и филмове Чарлија Чаплина. На њега је такође утицало песничко дело битника Алена Гинзберга. Све то му је открило нове технике у третирању стиха и освестило га као песника.
На његове „артефакте“ утицало је рано дело његовог савременика Роберта Мате, пре педесетих година. Пара такође признаје да је на њега утицао дадаизам, а своје дело сврстава у неодадаизам и неокич.

## Политичка и филозофска идеологија
Никанор Пара је увек био веран свом скромном пореклу. Себе сматра левичарем, мада његов однос према десници није био искључив, услед чега је имао неколико проблема са екстремним присталицама обеју страна. Током шездесетих година, пре него што је на превару усликан са супругом америчког председника Ричарда Никсона, аутор је био у добрим односима и са Кубом и са САД. Године 1969, у тренуцима када се од латиноамеричких уметника очекивало да заузму левичарске позиције, Пара је рекао уругвајском писцу Марију Бенедетију да иако га је Кубанска револуција дубоко заинтересовала, а догађаји у Вијетнаму и Африци веома погодили, он није политички песник.
| „ | Левица и десница уједињене / никад неће бити побеђене. | ” |

Након државног удара 1973. године и почетка војног режима у Чилеу, војна хунта му је понудила јавну функцију, коју је Пара одбио. Касније су нека од његових дела цензурисана. Током диктатуре Августа Пиночеа, Пара је имао топле односе са десничарским листом „Ел Меркурио”. Ове очигледне контрадикције гурале су га у полемике са људима као што је писац Луис Мерино Рејес, који је тада био председик Удружења писаца Чилеа. Песник је у своју одбрану реализовао неколико артефаката који су на ироничан начин говорили о политичким контрадикцијама, и та размишљања су га подстакнула да се поистовети са естетском теоријом негативне способности енглеског песника Џона Китса. Током диктатуре такође је почео де се интересује за политички екологизам.
Уочи одржавања плебисцита у Чилеу 1988. године, на ком је требало одлучити да ли ће Пиноче остати на власти, Пара се залагао за повратак демократије.
Никада није био члан ниједне политичке партије.
Пара је лично познавао све демократски изабране председнике Чилеа, укључујући и Салвадора Аљендеа. Од свих њих, пријатељ је једино са Рикардом Лагосом.
Године 2011, његов сународник Карлос Пења назвао га је »нашим Хајдегером или нашим Витгенштајном.«

## Други о Пари и његовом делу
{{цитат|Онај ко је храбар нека следи Пару. Само су млади храбри, само млади имају дух чистији од сваког другог. Али Пара не пише младалачку поезију. Пара не пише о чистоти. О болу и самоћи пише; о узалудним и непотребним изазовима; о речима осуђеним да се осипају исто као што је племе осуђено да се осипа. Пара пише као да ће следећег дана бити погубљен на електричној столици.|Роберто Болањо
Поезија Никанора Паре је веома оригинална, веома моћна и узбудљива, мислим да заслужује Нобелову награду за књижевност и није ми јасно зашто му још увек није додељена. Он је несумњиво један од најбољих песника Запада.— Харолд Блум

## Дела
Дело Никанора Паре чини око тридесет збирки поезије насталих у периоду који обухвата више од 75 година, а томе треба додати и мноштво антологија, каталога, визуелних изложби и других уметничких пројеката. Антипесник је сарађивао са Енрикеом Лином, Алехандром Ходоровским, Паблом Нерудом, Виолетом Паром и другим уметницима. О њему је такође написано много књига, а његовим стваралаштвом највише се бавио књижевни критичар Игнасио Валенте.
Хронологија песничких дела:
| - 1937 – Безимена песмарица (шп. ) - 1952 – Костоломци (шп. ) - 1954 – Песме и антипесме (шп. ) - 1958 – Дуга куека (шп. ) - 1960 – Антипесме (шп. ) - 1962 – Салонски стихови (шп. ) - 1962 – Говори (шп. ) - 1963 – Проглас (шп. ) - 1967 – Руске песме (шп. ) - 1968 – Лудачка кошуља (шп. ) - 1969 – Песме (шп. ) - 1969 – Крупно дело (шп. ) - 1971 – Професори (шп. ) - 1972 – Преко потребне песме (шп. ) - 1972 – Савремена руска поезија (шп. ) - 1972 – Артефакти (шп. ) - 1977 – Беседе и проповеди Христоса из Елкија (шп. ) | - 1978 – Нове беседе и проповеди Христоса из Елкија (шп. ) - 1981 – Анти-Лазар (шп. ) - 1982 – Песма и антипесма Едуарду Фреију (шп. ) - 1983 – Дрангулије, екопесме, петарде, последње проповеди (шп. ) - 1983 – Досетке за дезоријентисање полиције/поезије (шп. ) - 1983 – Политичка поезија (шп. ) - 1983 – Божићне песме (шп. ) - 1985 – Парини листови (шп. ) - 1993 – Песме против ћелавости (шп. ) - 1997 – Никанор Пара има реч (шп. ) - 2001 – Празне странице (шп. ) - 2004 – Краљ Лир & Просјак (шп. ) - 2006 – Говори после вечере (шп. ) - 2006 – Сабрана дела I & још + (шп. ) - 2011 – Сабрана дела II & још + (шп. ) |

## Награде и признања
Никанор Пара је добио следеће награде и признања:
| - 1938 – Општинска награда Сантијага, за Безимену песмарицу - 1953 – Награда за поезију „Хуан Саид”, Удружење писаца Чилеа - 1954 – Награда националног конкурса за поезију, Синдикат писаца Чилеа, за Песме и антипесме - 1955 – Општинска награда Сантијага, за Песме и антипесме - 1967 – Почасни грађанин Чиљана, Општина Чиљан - 1969 – Национална награда за књижевност - 1972 – Стипендија Гугенхајм - 1985 – Награда Ричард Вилбур, Америчко удружење књижевних преводилаца - 1991 – Doctor Honoris Causa, Универзитет Браун - 1991 – Награда Прометеј поезије, Удружење Прометеј поезије, Шпанија - 1991 – Награда за латиноамеричку и карипску књижевност „Хуан Рулфо” | - 1996 – Doctor Honoris Causa, Универзитет Консепсион - 1997 – Награда Луис Ојарзуа, Јужни универзитет Чилеа - 1997 – Медаља Габријела Мистрал, Влада Чилеа - 1998 – Медаља Абате Молина, Универзитет Талка - 1999 – Ректорска награда, Чилеански универзитет - 2000 – Honorary Fellow of St Catherine's College, Оксфордски универзитет - 2000 – Doctor Honoris Causa, Универзитет Био-Био - 2001 – Двестогодишња награда, Културна корпорација Чилеа и Чилеански универзитет - 2001 – Награда „Краљица Софија” за ибероамеричку поезију - 2011 – Награда „Мигел де Сервантес” - 2012 – Ибероамеричка награда за поезију „Пабло Неруда” |

Никанор Пара је неколико пута номинован за Нобелову награду за књижевност. Патрисио Лерзунди га је већ 1972. године у часопису Универзитета Колумбија, уз подршку њујоршког Хиспаноамеричког друштва, означио као књижевника који заслужује ту награду. Први пут је званично номинован 1995. године, уз посредовање Њујоршког универзитета и координацију Марлен Готлиб, која је успела да прикупи триста седамдесет потписа подршке професора књижевности из САД. Други покушај номинације предводио је Универзитет Консепсион 1997. године. Три године касније, група Мачитун-2000, задужена за промоцију Париног дела, одлучила је да га номинује 2001. године, а процесом номинације руководио је Чилеански универзитет, који је имао подршку Савета ректора чилеанских универзитета и шпанских универзитета у Мадриду и Валенсији. Четврти пут, 2012. године, номиновала га је Мишел Башеле, која је тада обављала функцију директорке УН Жене.